# Csukássy József
Csukássy József (néhol Csukássiként említik, született Hechtl) (Győr, 1841. február 12. – Budapest, 1891. május 27.) magyar publicista, hírlapszerkesztő, műfordító. Számos lapot szerkesztett, a Budapesti Hírlap című  politikai napilapnak egyik alapítója, tulajdonos kiadója és szerkesztője volt 1881. június 6-ától haláláig.

## Életpályája
A Magyar életrajzi lexikon szerint 1840. június 12-én, A Pallas nagy lexikona szerint viszont 1841-ben született. Győrött és Sopronban tanult, majd Bécsben és Pesten jogot hallgatott. Ezután Pest-Budára ment, ahol közeli barátságot kötött az irodalom akkori fiatal tehetséges és előkelő tagjaival (így pl. Toldy István, Berczik Árpád, Almási Tihamér, Fésűs György). Elbeszéléseket írt és élénken részt vett a napi sajtó munkáiban; csakhamar meghívást kapott haza (1861) a Győri Közlöny átvételére. 1866 tavaszán nőül vette Zmeskál Arankát, Győr volt polgármesterének leányát és vele Pestre költözött. Lapokat szerkesztett, tárcákat írt és regényeket fordított. 1889 telén kimondták orvosai, hogy szívbaja gyógyíthatatlan; az utolsó két telet Meranóban töltötte; 1891. május 1-jén ismét hazajött, majd 27-én hunyt el Budapesten, Andrássy úti villájában.
Síremléke a Fiumei úti sírkertben található (34/1-1-14), Zala György 1893-ban készített művészi alkotása díszíti.

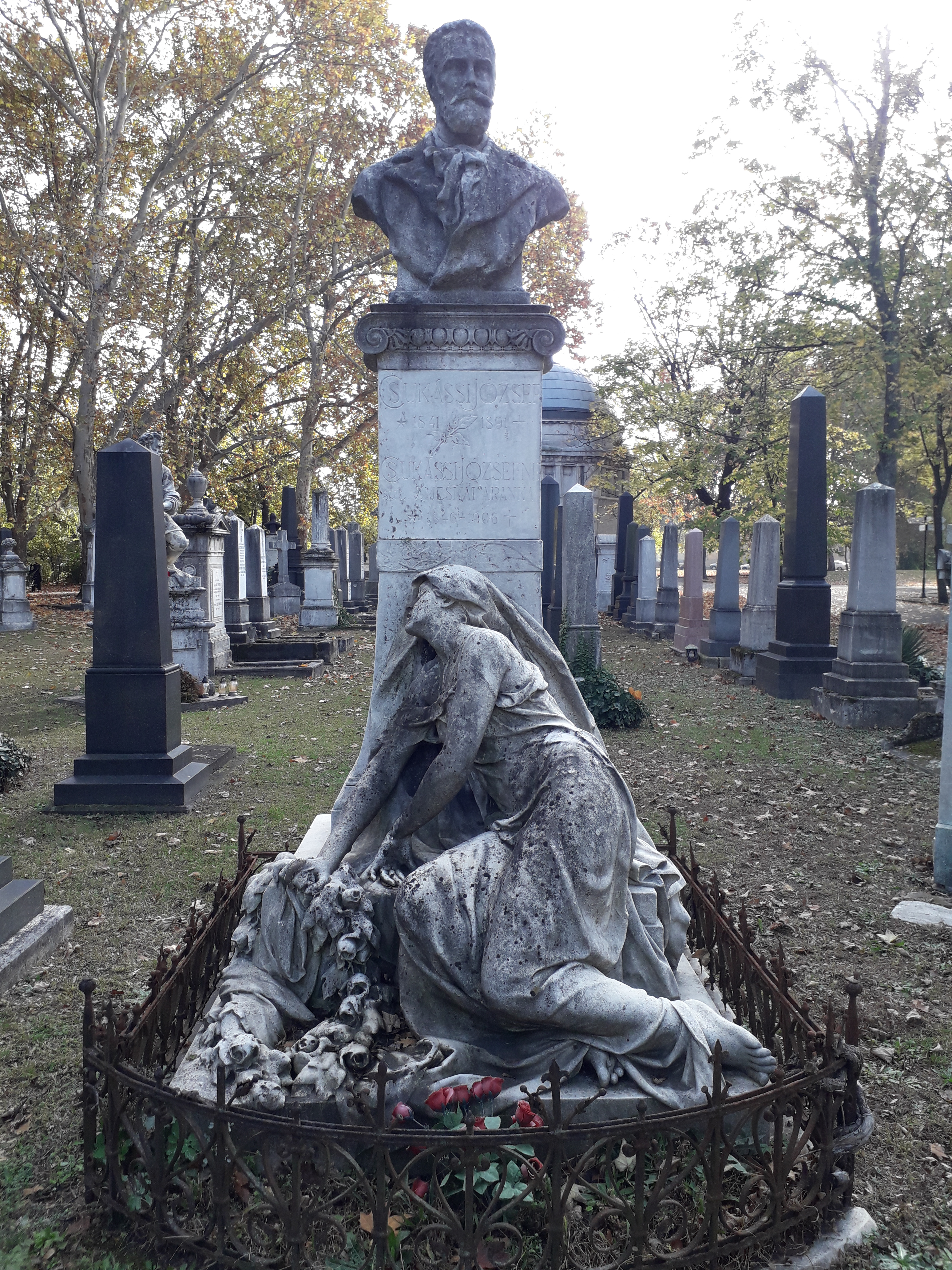
Sírja a Fiumei úti sírkertben (34/1-1-14). Zala György, 1893-as alkotása.

## Lapszerkesztőként
Szerkesztette
1. a Győri Közlönyt 1865. július 9-étől 1867. április 28-áig,
2. A Divat című lap szépirodalmi részét 1868. ápr. 1-től 1870. nov. 24-ig,
3. a Heti Posta című politikai lapot 1872. december 22-étől 1873. szept. 28-ig,
4. Az Ország-Világot 1871. jan. 1-jétől május 7-éig,
5. A Pesti Hetilapot 1868. január 6-ától 1870 elejéig,
6. a Pesti Hírlap című politikai napilapot 1878. december 25-étől 1881. máj. 26-ig és a Heti Mellékletet 1879. december 6-ától 1880. december 25-éig,
7. végül a Budapesti Hírlap politikai napilapnak egyik alapítója, tulajdonos kiadója és szerkesztője volt 1881. június 6-ától haláláig.

## Publicistaként az alábbi lapoknak dolgozott
- Győri Közlöny (1858–1860)
- Budapesti Hírlap
- Divatcsarnok (1861–63),
- Nefelejts (1861, 1864, 1873–74),
- Győri Közlöny (1862),
- Thalia (1862),
- Lisznyai-Album (1863),
- Koszorú (1863, 1865),
- Császár fürdői Album (1863),
- Családi Kör (1863, 1865),
- Fővárosi Lapok (1864–1878),
- Hazánk és a Külföld (1867, 1872),
- Figyelő (1872–1874),
- Athenaeum (1873–1874),
- Magyarország és a Nagyvilág (1874–1877, 1879. A tavaszrepülő postása; előbb 1867–69-ben az életrajzokat és a hét története című rovatot is ő írta és 1869. jan. 3-tól 1870. nov. 13-ig a lap főmunkatársa volt);
- Otthon (1875),
- Budapesti Szemle (1877. Shelley két költeménye),
- Csöndes Órák (1878),
- Vasárnapi Ujság (1878, 1882),
- Ország-Világ (1880, 1885, 1887).
- A Borsszem Jankó alapításában részt vett és dolgozott is bele.

## Fordításai
1. Xavier-Boniface Saintine: A Kicsinke (La picciola) Pest, 1865
2. Joseph Méry: Egy párizsi házasság, Bpest, 1874, két kötet
3. George Eliot: Middlemarch. Tanulmány a vidéki életből. 1874, Négy kötet. Kiadta a Kisfaludy Társaság
4. Paul de Kock: A kis bizományos. 1874
5. Erckmann-Chatrian: Francia életképek. 1875
6. Véres pénz. Regény. Cobb Vilmos után ford. uo., 1875
7. Elizabeth Gaskell: Mély titok (Ruth) (a szerző életrajzával) 1876 (M. Könyvesház 18. 19.)
8. D'Aurebonné marquisné. Elbeszélés. Armand de Pontmartin után ford. uo., 1876 (M. Könyvesház 26.)
9. Wilkie Collins: Két elbeszélés. 1876 (M. Könyvesház 28.)
10. Alfred Tennyson: Enid. Királyidillek, 1876 (Könyvesház 31.)
11. Bismarck. Élet- és jellemrajz. Uo., 1876 (Tört. Könyvtár 20.)
12. Charles Sealsfield: A túlvilági adósság. Elbeszélés. (életrajzi tanulmánnyal ellátva) 1877 (M. Könyvesház 37.)
13. H. E. Prescott: Schäffer Magdalena. Elbeszélés, 1877 (Olcsó Könyvtár 34.)
14. George Sand: Ördögláp (Ördögök a mezőn) elbeszélés. 1877 (Olcsó Könyvtár 39.)
15. Octave Feuillet: Trecoeur Julia. Elbeszélés. 1878 (Olcsó K. 52.)
16. A magyar clerus adomákban. Ugyanott, 1879
17. Alfred Tennyson: Költői beszélyek. 1882 (Olcsó K. 141.)

Ifjabb korában a költészetnek hódolt, költeményeket, beszélyeket írt és fordított a Győri Közlönybe (1858–60) és Hölgyfutárba (1862–64), ahol Burns, Victor Hugo, Mirzá Safy Vádzeh sat. után közölt műfordításokat, lefordította Kock, Egy szívtelen nő című regényét ugyanott Virághalmi Ferenccel együtt. Szépirodalomban mint műfordítónak Tennyson Királyidilljei tartják fenn nevét. Írt sok ismeretterjesztő cikket és fordított több regényt.

## Felesége
Felesége, Csukássy Józsefné, született Zmeskál Aranka (1846–1906) cikkeket írt és fordított a Fővárosi Lapokba (1871–1873), a Hazánk és a Külföldbe (1872), a Pesti Naplóba (1873. Egy fiatal házaspár története. Cremes J. J. után ford.) stb.

### Műfordításai
- Bolski László. Regény Cherbuliez Viktor után franciából ford. Pest, 1872. Három kötet
- A kis grisette. Regény. George Sand után franciából ford., Budapest, 1876
- Egy óra. Egy aggastyán elbeszélése. Turgenyev után ford. uo., 1876
- A szeretet rabja (Une page ďamour) Regény, Emile Zola után franciából ford., uo., 1883. Két kötet